# Abisara bifasciata
Abisara bifasciata is een vlindersoort uit de familie van de prachtvlinders (Riodinidae), onderfamilie Nemeobiinae.
Abisara bifasciata werd in 1877 beschreven door Moore.